# Johan Alfred Göth

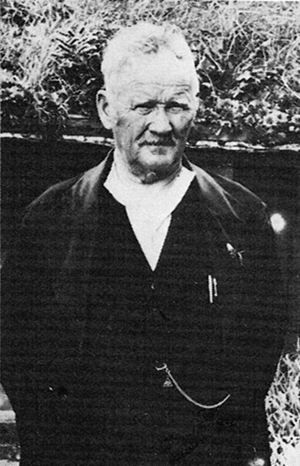
Göth på foto 1929.

Johan Alfred Göth, född 4 april 1869 i Sjösås socken, död där 22 december 1952, var en svensk småbrukare, arbetare, journalist och folklivsskildrare.

## Biografi
Föräldrar var torparen Nils Peter Petersson Göth och Karin Niklasson. Han fick tidigt försörja sig själv. En tid som bonddräng och senare som gjutare och rallare och han var även indelt soldat och hann befordras till korpral. Tiden 1902–1929 var han småbrukare. Göths enda utbildning var en kortare tid i folkskolan, men han kom senare i livet att ägna sig åt självstudier. Han blev med tiden alltmer betrodd i hembygden och under tolv år var han fjärdingsman. Göth var även redan före sekelskiftet aktiv inom Socialdemokraterna, IOGT och i hembygdsarbetet, där han 1927 utsågs till intendent för hembygdsmuseet i Braås.

## Journalistik och författarskap
Från 1920-talet var han medarbetare i Nya Växjöbladet och från 1933 för Smålandsposten. Redan som dräng hos kyrkoherden Nils Sellergren i Göteryd 1895–1896 kom han att intressera sig för traktens äldre seder och började göra folklivsuppteckningar. Han gav 1923 ut sin första samling med allmogehistorier, vilka tidigare varit publicerade i Nya Växjöbladet. Därpå följde ett tjugotal böcker med allmogehistorier, men även självbiografiska berättelser från tiden som rallare och indelt soldat, samt berättelser om frikyrkornas genombrott på landsbygden. Han bedrev även en omfattande föreläsarverksamhet med närmare tusen föredrag i olika ämnen och framträdde som berättare av knekthistoirier på Skansen. 

## Utmärkelser
Göth tilldelades 1925 Hazeliusmedaljen, 1926 Kungliga Patriotiska Sällskapets medalj i andra storleken för odlingsflit och 1949 Nordiska museets medalj för hembygdsvårdande gärning.

### Postuma urval
- J.A. Göth berättar. Åseda. 1973. Libris 2021291
- J. A. Göth, en opptecknare av småfolkets historia : folklivsskildringar / urval och inledning av Stig Tornehed. Svenska bokskatter, 99-0132120-4. Stockholm: LT. 1981. Libris 7252650. ISBN 91-36-01824-4
- J.A. Göth folklivsskildraren från Värend. Växjö: Regionteatern Blekinge/Kronoberg. 1994. Libris 21167589

### Varia
- ”Offerkällor i Sjösås socken”. Årsbok / Hyltén-Cavalliusföreningen 1923. 1923. Libris 9951070
- ”Isak Böön”. Årsbok / Hyltén-Cavalliusföreningen 1925. Libris 9951070
- ”En gammal smålandskyrka”. Årsbok / Hyltén-Cavalliusföreningen 1927. Libris 9951070
- ”Tre personer, av vilka jag tagit livsintryck”. Hågkomster och livsintryck av svenska män och kvinnor Saml. 9. Uppsala: J. A. Lindblads förlag. 1928. Libris 489904
- Bilder ur Sjösås sockens historia / J. A. Göth och G. H. Schelin. s.l. 1930. Libris 10768639 - Även i Hyltén-Cavalliusföreningens årsbok 1930.
- Bergsrådet på Lessebo och hans underhavande. Stockholm: Eklund. 1925. Libris 1474285 - 2.-3. uppl. 1925, 4. uppl. 1936.
- ”Från Kronobergs läns högland”. Årsbok / Hyltén-Cavalliusföreningen 1939. Libris 9951070
- ”Bokens århundrade”. Mitt möte med boken : tjugo svenska författare berätta om sig själva och om böcker. Stockholm: Folket i Bild. 1943. Libris 8198676 - Bidrag.
- ”Liten och kvick som en tanke”. Min mor. [Samling 1], Fyrtiofem svenska män och kvinnor om sina mödrar. Uppsala: Lindblad. 1946. sid. 90-95. Libris 340807. https://runeberg.org/minmor/1/0092.html - Bidrag.
- Sjösåsboken. Del 1. Sjösås: Sjösås pastorats hembygds- och fornminnesförening. 1948. Libris 1518375
- Vägen till hembygden. Växjö: Nya Växjöbladets boktryckeri A.-B. 1949. Libris 11816967 - Även i Hyltén-Cavalliusföreningens årsbok 1948.